# Bettborn (Moselle)
Bettborn is een gemeente in het Franse departement Moselle in de regio Grand Est. De gemeente telde 397 inwoners op 1 januari 2022.

## Geschiedenis
De gemeente maakte voor 2015 deel uit van het arrondissement Sarrebourg en kanton Fénétrange. Op 1 januari van dat jaar fuseerde het arrondissement met het arrondissement Château-Salins tot het arrondissement Sarrebourg-Château-Salins. Toen het kanton op 22 maart 2015 werd opgeheven werden Bettborn opgenomen in het kanton Sarrebourg.

## Geografie
De oppervlakte van Bettborn bedraagt 6,57 vierkante kilometer; Op 1 januari 2022 was de bevolkingsdichtheid 60,4 inwoners per km².
Het dorp ligt in de Boven-Saargouw ten oosten van de Saar. In het noorden van de gemeente ligt een archeologische site van een Romeinse villa.
De onderstaande kaart toont de ligging van Bettborn met de belangrijkste infrastructuur en aangrenzende gemeenten.

## Demografie
Onderstaande figuur toont het verloop van het inwonertal.
Assenoncourt · Avricourt · Azoudange · Bébing · Belles-Forêts · Berthelming · Bettborn · Bickenholtz · Buhl-Lorraine · Desseling · Diane-Capelle · Dolving · Fénétrange · Fleisheim · Foulcrey · Fribourg · Gondrexange · Gosselming · Guermange · Haut-Clocher · Hellering-lès-Fénétrange · Hertzing · Hilbesheim · Hommarting · Ibigny · Imling · Kerprich-aux-Bois · Langatte · Languimberg · Mittersheim · Moussey · Niederstinzel · Oberstinzel · Postroff · Réchicourt-le-Château · Réding · Rhodes · Richeval · Romelfing · Saint-Georges · Saint-Jean-de-Bassel · Sarraltroff · Sarrebourg · Schalbach · Veckersviller · Vieux-Lixheim